# Châtellenie de Cudrefin
?–1798
Entités suivantes :
- Bailliage d'Avenches

La châtellenie de Cudrefin est une châtellenie située dans l'actuel canton de Vaud. 

## Histoire
La terre de Cudrefin est vendue par l'évêque de Sion à Pierre de Savoie en 1246. En 1268, Philippe Ier de Savoie, frère et successeur de Pierre, échange la châtellenie de Cudrefin contre la châtellenie de La Tour-de-Peilz avec Hugues de Palézieux. La châtellenie est ensuite donnée en apanage à Humbert de Savoie en 1403, puis à Jacques de Savoie en 1460.
La châtellenie est composée entre autres de Cudrefin, Chabrey et Constantine. Elle fait partie du bailliage d'Avenches de 1536 à 1798.

### Liste des propriétaires
- ?-1246 : Évêque de Sion ;
- 1246-1268 : Pierre II de Savoie ;
- 1268-1276/8 : Hugues de Palézieux ;
- 1285-1302 : Louis Ier de Vaud ;
- XIVe siècle : Famille de Grandson ;
- ?-1393 : Othon III de Grandson ;
- 1403-1443 : Humbert de Savoie ;
- 1443-1460 : Louis Ier de Savoie ;
- 1460-1475 : Jacques de Savoie ;
- 1476-1478 : Yolande de Savoie ;
- 1478-1482 : Philibert Ier de Savoie ;
- 1536-1798 : Berne.

### Ouvrages
- Marcel Godet, Henri Türler et Victor Attinger, Dictionnaire historique & biographique de la Suisse, vol. 2, Neuchâtel, Imprimerie Paul Attinger, 1924 (lire en ligne), p. 615

### Dictionnaire historique de la Suisse
- Brigitte Pradervand, « Cudrefin » dans le Dictionnaire historique de la Suisse en ligne, version du 17 août 2005.